# Svartstick
Svartstick är en folklig prydnadssöm i Dalarna, mer specifikt i Leksands (med Djura och Siljansnäs), Åls och Gagnefs (med Mockfjärd) socknar.
Svartstick utförs med svart silke på bomulls- eller linnelärft. Flera olika broderitekniker används, bland annat flätsöm, sticksöm, plattsöm, skuggsöm och korsstygn. Ursprunget är osäkert. Det förekommer endast på halskläden, som vanligen kallas "tuppharsklen" efter de tofsar, "tuppar" som sitter i halsklädets hörn. Broderi finns endast på halva halsklädet, den del som syns när halsduken viks diagonalt till en tresnibb. Det äldsta daterade kommer från Leksands socken och har en skadad datering som anger 180-. I en bouppteckning från 1799 i Åls socken upptas ett "silkesstickat halskläde". Ett svarstickshalskläde skall annars även omtalas i en bouppteckning från 1735. I Ornässtugans samlingar finns annars ett svarstickskläde från mitten av 1700-talet, med ett något avvikande dekor, med okänt ursprung. 
Broderier i svart silke var annars populära i början av 1500-talet. I Tyskland kallas de "Holbeinsöm" eftersom de ofta förekommer på porträtt utförda av Hans Holbein den äldre. I England kallas de vanligen spanish work eller black work. Av allt att döma har broderistilen via Spanien och Italien importerats från Orienten. Det svarta broderiet ersätts under 1500- och 1600-talet av dekorationsbroderi i vanligen rött silke, men även andra färger förekom. Förutom ärmlinningar och kragar dekorerades nu gärna sänglinne och dukar. Vanligast var stjälkstygn men även rutsöm, korsstygn och hopdragssöm förekom. Ett fåtal exempel av sådana arbeten har även påträffats i Sverige, men liknar mycket tyska och danska arbeten, och är troligen importerade. Vanligen består dekorationen av figurala motiv, inte sällan bibelmotiv.
Förutom svartsticksbroderiet förekommer kulörta silkesbroderier på ärmlinningar i Rättvik och Boda, på hattar i Mora, Sollerön och Rättvik samt på Sollerön och i Rättvik på band. I Leksand förekommer rött silkesbroder på "röband" till kvinnohögtidsdräkten och på hattband till brudgumsdräkten. I Norge förekommer svarta eller kulörta broderier på huvudklädet i Sunnmøre och på särkar samt på "lommedukar" till brudgumsdräkten i Hardanger. Kulörta silkesbroderier förekommer även Vingåkersdräkten. Som det saknas andra liknande belägg på broderitekniken, anser Anna-Maja Nylén att det är troligast att både svartsticksbroderier och vingåkerssömmen har plockats upp i allmogebroderiet från Vasatidens kontursöm.